# Roadracing-VM 1950
Roadracing-VM 1950 var andra gången som FIM arrangerade världsmästerskap i roadracing. Mästerskapen kördes över 6 Grand Prixer i 5 länder i klasserna 500cc, 350cc, 250cc, 125cc och Sidvagnar 600cc. Säsongen inleddes 10 juni med Isle of Man TT och avslutades med Nationernas Grand Prix i Italien den 10 september.
| Klass   | Mästare individuellt          | Mästare konstruktörer |
| ------- | ----------------------------- | --------------------- |
| 500GP   | Umberto Masetti (Gilera)      | Norton                |
| 350GP   | Bob Foster                    | Velocette             |
| 250GP   | Dario Ambrosini               | Benelli               |
| 125GP   | Bruno Ruffo                   | Mondial               |
| Sidvagn | / Eric Oliver/Lorenzo Dobelli | Norton                |

## 1950 års Grand Prix-kalender
| Omgång | Datum | Grand Prix     | Bana                | Segrare 125cc | Segrare 250cc   | Segrare 350cc | Segrare 500cc   | Segrare Sidvagn |
| ------ | ----- | -------------- | ------------------- | ------------- | --------------- | ------------- | --------------- | --------------- |
| 1      | 10/6  | Isle of Man TT | Mountain course     |               | Dario Ambrosini | Artie Bell    | Geoff Duke      |                 |
| 2      | 2/7   | Belgien        | Spa                 |               |                 | Bob Foster    | Umberto Masetti | Oliver/Dobelli  |
| 3      | 8/7   | TT Assen       | Circuit van Drenthe | Bruno Ruffo   |                 | Bob Foster    | Umberto Masetti |                 |
| 4      | 23/7  | Schweiz        | Circuit des Nations |               | Dario Ambrosini | Leslie Graham | Leslie Graham   | Oliver/Dobelli  |
| 5      | 18/8  | Ulster         | Clady Circuit       | Carlo Ubbiali | Maurice Cann    | Bob Foster    | Geoff Duke      |                 |
| 6      | 10/9  | Nationernas GP | Monza               | Gianni Leoni  | Dario Ambrosini | Geoff Duke    | Geoff Duke      | Oliver/Dobelli  |

### Poängberäkning
Poängberäkningen ändrades från debutåret. De sex främsta i varje race fick poäng enligt tabellen nedan. Poäng för snabbaste varv delades inte längre ut. De fyra bästa resultaten räknades i mästerskapen för 500cc och 350cc, de tre bästa för övriga klasser.
| Plats | 1 | 2 | 3 | 4 | 5 | 6 |
| ----- | - | - | - | - | - | - |
| Poäng | 8 | 6 | 4 | 3 | 2 | 1 |

## Slutställning

### Resultat 500-klassen
| Plats | Förare          | Märke  | Poäng |
| ----- | --------------- | ------ | ----- |
| 1     | Umberto Masetti | Gilera | 28    |
| 2     | Geoff Duke      | Norton | 27    |
| 3     | Leslie Graham   | AJS    | 17    |
| 4     | Nello Pagani    | Gilera | 12    |
| 5     | Carlo Bandirola | Gilera | 12    |
| 6     | John Lockett    | Norton | 9     |

### Resultat 350-klassen
| Plats | Förare        | Märke     | Poäng |
| ----- | ------------- | --------- | ----- |
| 1     | Bob Foster    | Velocette | 28    |
| 2     | Geoff Duke    | Norton    | 24    |
| 3     | Leslie Graham | AJS       | 17    |
| 4     | Artie Bell    | Norton    | 14    |
| 5     | Reg Armstrong | Velocette | 11    |
| 6     | Eric Hinton   | Norton    | 9     |

### Resultat 250-klassen
| Plats | Förare          | Märke      | Poäng |
| ----- | --------------- | ---------- | ----- |
| 1     | Dario Ambrosini | Benelli    | 24    |
| 2     | Maurice Cann    | Moto Guzzi | 14    |
| 3     | Bob Anderson    | Moto Guzzi | 6     |
| 4     | Bruno Ruffo     | Moto Guzzi | 6     |
| 5     | Dickie Dale     | Benelli    | 4     |
| 6     | Bruno Francisci | Benelli    | 4     |

### Resultat 125-klassen
| Plats | Förare           | Märke   | Poäng |
| ----- | ---------------- | ------- | ----- |
| 1     | Bruno Ruffo      | Mondial | 17    |
| 2     | Gianni Leoni     | Mondial | 14    |
| 3     | Carlo Ubbiali    | Mondial | 4     |
| 4     | Luigi Zinzani    | Morini  | 4     |
| 5     | Giuseppe Matucci | Morini  | 3     |
| 6     | Umberto Braga    | Mondial | 2     |